# 카프리카
《카프리카》(Caprica)는 2010년 미국에서 방송된 SF 드라마로 리메이크판 배틀스타 갈락티카의 스핀오프작이다. 배틀스타 갈락티카의 주요 배경이 되는 2차 사일런 전쟁으로부터 58년 전을 무대로 사일런의 탄생 과정과 그들이 어떤 과정을 통해 인간의 노예 상태에서 벗어나 반란을 일으키는지 등의 이야기를 다루었다. 주요 인물 중에는 배틀스타 갈락티카에 등장한 윌리엄 아다마 제독의 아버지와 삼촌도 있으며, 제독의 어린모습 또한 18회의 끝부분에 나온다.
2010년 1월 22일 미국 Syfy채널과 캐나다 스페이스, 영국 스카이1 채널을 통해 첫방송 되어 전반부 9회 분의 방송이 이루어졌다. 이 후 2010년 10월 27일 Syfy 채널에서는 낮은 시청률을 이유로 조기 종영되었고 이 때문에 남은 5회 분 방송은 전파를 타지 못했다. 반면 캐나다와 영국에서는 정상적인 방송이 이루어져 2010년 11월 30일 마지막회가 방송되었다. Syfy 채널에서 방송되지 못한 5회 분의 방송이 포함된 DVD는 미국에서 12월 21일 발매되었고, 이후 2011년 1월 4일에 Syfy 채널에서 5회 분을 연속 방송했다.

## 출연

### 주연
- 에릭 스톨츠(Eric Stoltz) - 다니엘 그레이스톤 역(役), 아만다의 남편이자 조이의 아버지
- 에사이 모랄레스(Esai Morales) - 조셉 아다마 역, 윌리엄 아다마와 타마라 아다마의 아버지
- 폴라 맬콤슨(Paula Malcomson) - 아만다 그레이스톤 역, 다니엘의 아내이자 조이의 어머니
- 알레산드라 토레사니(Alessandra Torresani) - 조이 그레이스톤 역, 다니엘과 아만다의 딸
- 마그다 아파노위츠(Magda Apanowicz) - 레이시 란드 역, 조이의 단짝 친구
- 샤샤 로이츠(Sasha Roiz) - 샘 아다마 역, 조셉 아다마의 형
- 브라이언 마킨슨(Brian Markinson) - 조던 듀람 역, 국제방위부의 요원
- 폴리 워커(Polly Walker) - 클라리스 윌로우 역, 아테나 아카데미의 사제

## 사일런
사일런의 탄생을 메인 스토리로 잡은 만큼 사일런의 탄생과정이 등장하는데, 극중의 그레이스톤 인더스트리가 전쟁용으로 개발한 모델이 배틀스타 갈락티카 시리즈의 초기형 센츄리온 모델로 등장하고, 그 외에도 인간들의 생활을 도와주는 다양한 사일런 모델들이 등장하며 시즌 마지막 회에 조이 그레이스톤의 아바타가 인간형 사일런 모델로 제작되어 깨어나는 것을 마지막으로 인간형 사일런까지 개발에 성공하는 것으로 끝이 난다.

## 평가
본래 드라마의 메인 스토리는 사일런의 탄생이였다. 초반에는 그러한 이유로 배틀스타 갈락티카 시리즈의 팬들에게 많은 호응을 얻었으나, 시즌의 중반부에 들어서면서 사일런의 스토리보단 다른 인간집단등과의 갈등과 같은 것들에 스토리가 집중되면서 지루했다는 평가가 많았고 시청률 부진으로 캔슬이 결정되었다. 하지만 시즌 후반부에 다시 흥미진진한 스토리 전개로 다시 많은 호응을 얻었으나 더 이상의 제작소식은 없다.

## 같이 보기
- 배틀스타 갈락티카 (2004년 TV 시리즈)